# Atyrau Airways
Atyrau Airways war eine Fluggesellschaft mit Sitz in Atyrau. Sie betrieb vier Tupolew Tu-134.